# Dänikhorst
Dänikhorst ist ein Ortsteil der Gemeinde Bad Zwischenahn im niedersächsischen Landkreis Ammerland. Nordwestlich des Ortes liegt das Dänikhorster Moor, das seit 1987 unter Naturschutz steht.

## Geschichte
Der Name Dänikhorst lässt sich herleiten aus den altdeutschen Worten Tannicht für Wald und Horst als erhöhter sicherer Platz. In Dänikhorst (Denechorst, Denichorst) bestand bis ungefähr 1509 eine Burg. Das Oldenburger Urkundenbuch weist im Jahre 1305 Gerhardus Sleppergrelle als Besitzer dieser Burg aus. Um 1509 verkaufte die Familie Schlepegrell die Burg an den Oldenburger Grafen Johann den Älteren. Dieser ließ die Burg verfallen.
Die Reste der Burg wurden im Laufe des 20. Jahrhunderts vollständig einplaniert. Haupt- und Vorburg besaßen jeweils eine Seitenlänge von 24 Metern. Die Gesamtanlage war durch zwei Wälle und drei Gräben befestigt. Der Graben zwischen Haupt- und Vorburg war 10 m breit. Auf dem Burgplatz selbst befanden sich Pfostenreste, die vermutlich zu einer Palisade gehörten.

## Ehemalige Schule Dänikhorst
Am 20. Juni 1820 beantragte die Bauerschaft Dänikhorst beim „Herzoglichen Consortium“ in Oldenburg, eine eigene Schule errichten zu dürfen. Das im Staatsarchiv Oldenburg vorhandene Schreiben zitiert als Begründung: „Die Kinder brauchen nicht soviel Zeit, so daß sie das Gelernte unterwegs nicht so leicht ausschwitzen konnten.“
Die Errichtung der Schule wurde 1829 durch den Ankauf einer Köterstelle realisiert und unter finanzieller Hilfe der Kirche und des Großherzoges 1830 in Betrieb genommen. Diese Schule erhielt 1891 dann für damals 12.788,45 Mark einen Neubau.
Nachdem die Schule kurze Zeit nach der Besetzung durch kanadische Soldaten am 27. April 1945 abbrannte, besuchten die Schüler aus Dänikhorst zunächst die Schule in Ohrwege. Die dortige Schule nahm am 24. August 1945 den Unterricht wieder auf. Damals hat ein einziger Lehrer dort etwa 250 Kinder aus den beiden Bauerschaften Dänikhorst und Ohrwege unterrichtet. Nach dem Aufstellen einer Schulbaracke konnten die 77 Dänikhorster Schüler dann ab 14. Oktober 1946 wieder in ihrer eigenen Bauerschaft unterrichtet werden. Der Neubau der Schule an der Hauptstraße des Dorfes wurde 1950 fertiggestellt und 1962 um ein Nebengebäude erweitert.
In der Zeit von 1948 bis 1978 hat die Schule im Auftrag des Meteorologischen Amtes eine Klimastation betrieben. Die so gewonnenen Wetterdaten wurden jeden Monat in der Nordwest-Zeitung veröffentlicht.
Nach Ende des Schuljahres 1973/1974 wurde die Schule auf Beschluss des Rates der Gemeinde Bad Zwischenahn geschlossen. Die Grundschüler besuchten anschließend die Grund- und Hauptschule in Osterscheps und seit einigen Jahren die Grundschule Rostrup. Das Schulgebäude wird seitdem als Dorfgemeinschaftshaus genutzt.